# 리자 (독일)

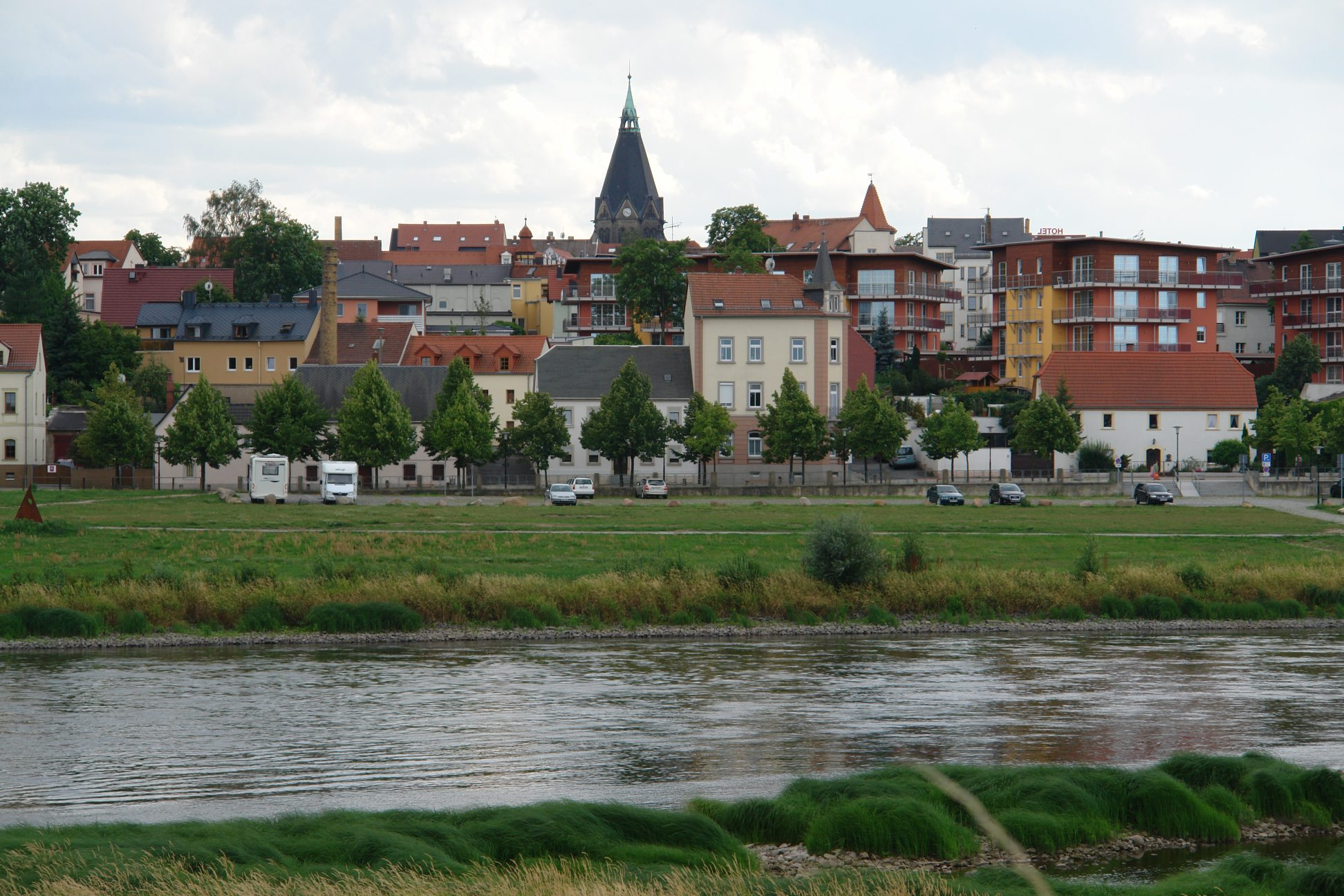
리자

리자(독일어: Riesa)는 독일 작센주에 위치한 도시로 면적은 58.91km2, 높이는 109m, 인구는 30,054명(2018년 12월 31일 기준), 인구 밀도는 510명/km2이다. 엘베강과 접하며 드레스덴에서 북서쪽으로 약 40km 정도 떨어진 곳에 위치한다.
도시 이름은 슬라브어 이름인 '리에조베'(Riezowe)에서 유래된 이름인데 나중에 라틴어 이름인 '레조아'(Rezoa)로 바뀌게 된다. 1119년 교황 갈리스토 2세에게 전달된 문서에서 처음 등장했다. 1912년에는 리자와 라우흐하머 사이에 세계 최초의 110 kV 송전선이 개설되었다.

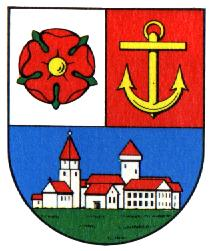
시 문장

## 인구
| 연도 | 인구   | ±%      |
| ---- | ------ | ------- |
| 1575 | 350    | —       |
| 1834 | 1,631  | +366.0% |
| 1849 | 2,679  | +64.3%  |
| 1875 | 5,707  | +113.0% |
| 1880 | 6,259  | +9.7%   |
| 1900 | 13,491 | +115.5% |
| 1933 | 26,248 | +94.6%  |
| 1939 | 29,963 | +14.2%  |
| 1946 | 34,406 | +14.8%  |
| 1950 | 36,150 | +5.1%   |
| 1960 | 36,769 | +1.7%   |
| 1981 | 51,857 | +41.0%  |
| 1995 | 42,429 | −18.2%  |
| 2000 | 39,367 | −7.2%   |
| 2005 | 36,221 | −8.0%   |
| 2010 | 33,351 | −7.9%   |
| 2015 | 31,541 | −5.4%   |
| 2019 | 29,754 | −5.7%   |